# Formione di Crotone
Formione di Crotone (in greco antico: Φορμίων?, Phormíon; Crotone, ... – Crotone, ...; fl. VI secolo a.C.) è stato un atleta e militare greco antico.

## Biografia
Secondo la leggenda, combatté insieme a Leonimo nella battaglia della Sagra dove si fronteggiarono le truppe crotoniate, comandate proprio da Formione, e quelle locresi, dove al fianco di questi ultimi combatté anche Aiace.
Terminata la battaglia, Formione ne uscì gravemente ferito e decise di consultare l'Oracolo di Delfi: la Pitia gli ordinò di recarsi a Sparta e di rivolgersi al primo medico che avrebbe incontrato sulla sua strada. Incontrò infatti un giovane di bell'aspetto che, presentandosi, lo accolse come ospite in casa sua.
La leggenda continua narrando che, durante la festa dei teogeni in onore dei Dioscuri, Formione venne miracolosamente trasportato a Crotone per essere prontamente medicato, dopodiché venne nuovamente trasportato a Cirene dove incontrò il re Batto II, e poi ritrasportato a Crotone tenendo in mano una canna di Silfo a ricordo del lungo viaggio fatto in Africa.
Nell'ambito del contesto storico che lo vide vincitore durante la battaglia contro i Lacedemoni, Formione fu nuovamente al comando delle truppe crotoniate che distrussero e colonizzarono la città di Cleta.